# Yi Am
Yi Am (Hangeul:이암, Hanja:李巖) (1499-?), parfois translittéré Yi Ahm, est connu en tant que peintre coréen de la dynastie Joseon, au XVIe siècle. C'était l'arrière-petit-fils du prince Imyeong (ko) (1418-1469), quatrième fils de Sejong le Grand. Il fait partie de ces peintres issus de la famille royale, une caractéristique des premiers temps de la dynastie.

## Un portraitiste des animaux de compagnie
Les attendrissantes peintures d'animaux de Yi Am ont fait sa célébrité. Ses peintures sont particulièrement remarquables car elles témoignent du style propre au peintre, différent du style chinois de la dynastie Song qui servait de référence alors. Ce style de composition relève de l'école Coréenne Zhe, dans laquelle le peintre Kim Sik (La vache et son veau, du milieu du XVIIe siècle) a remporté un succès similaire, en suivant le modèle de son prestigieux prédécesseur. Mais les chiens de Yi Am étaient de pedigree royal, réservés aux appartements royaux. Il leur fallait donc un peintre du sérail pour en conserver le portrait et le souvenir, avec celui d'un certain faucon.
Yi Am aurait aussi réalisé plusieurs portraits, dont celui du roi Jungjong Joseon.
Plusieurs musées de Corée du Sud, dont le musée national de Corée et le musée Leeum, Samsung, conservent la plupart de ses peintures. Aux États-Unis, le Musée des beaux-arts de Boston conserve, de lui, le portrait d'un faucon.

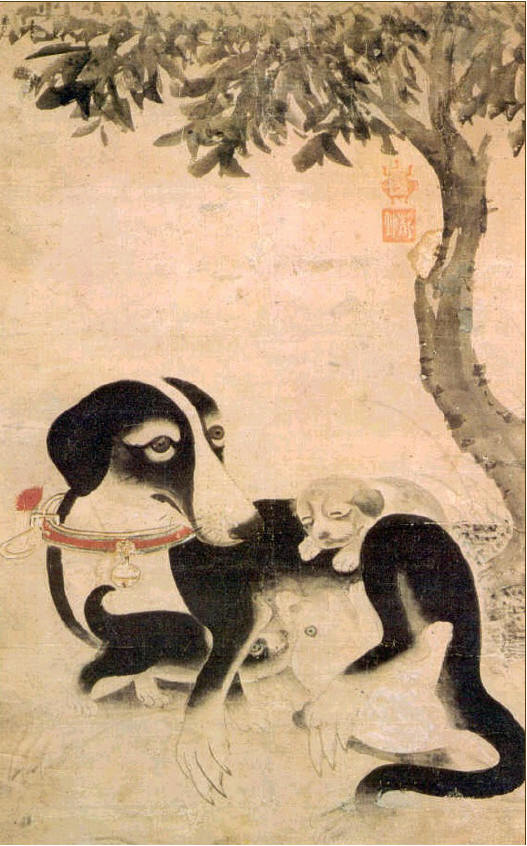
Une chienne et ses petits. Première moitié du XVIe siècle. Rouleau suspendu, 73 x 42 cm. Encre et couleurs légères sur papier. musée national de Corée, Séoul. Trésor national de Corée du Sud n° 255.
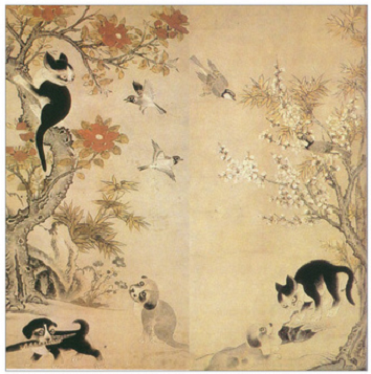
Chatons et chiots, fleurs et oiseaux.
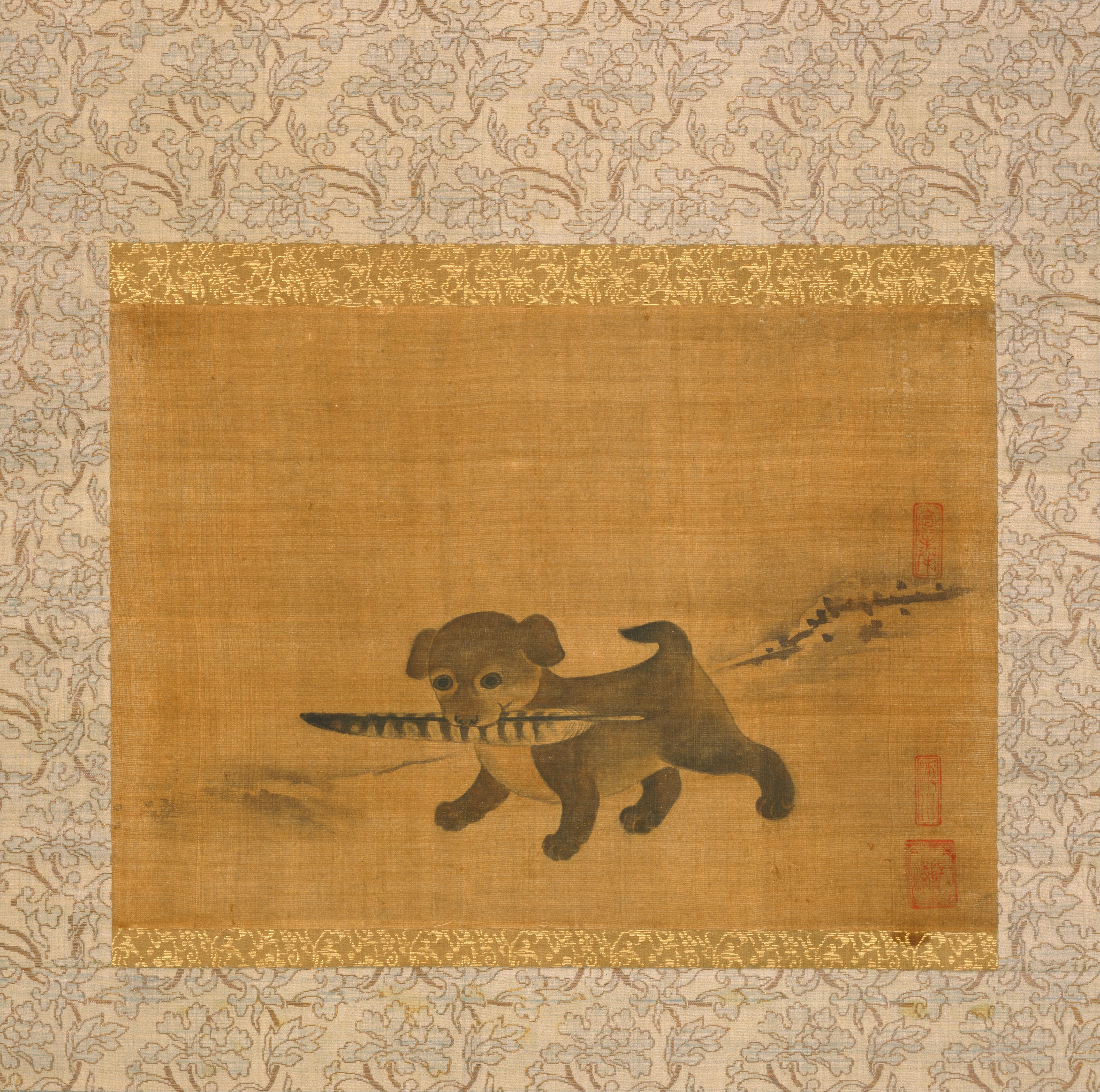
Un chiot qui joue avec une plume de faisan. Peinture sur soie montée en rouleau attribuée à Yi Am. 31 x 43 cm. Philadelphia Museum of Art